# المجرور (فن شعبي)
المجرور هو فن شعبي سعودي ظهر في منطقة الحجاز غرب السعودية واشتهر في مدينة الطائف، يبدأ بالتحية، ويجمع بين الشعر والغناء والرقص. يقام في المناسبات والأعياد والمهرجانات الثقافية والتراثية.، من أشهر ملحني فن المجرور علي يحيى الحضرمي، عبد الله الرقيب، حسن رجاء العوفي، هلال الذويبي الثبيتي، عيد الخزاعي، سليم المولد، وغيرهم. أما أشهر لاعبيه فمنهم محمد الوديود، عبد الله الوديود، سرور عايض الشنبري، غالب ناصر الجودي وآخرين.

## صفته
تتكون الرقصة من صفين متقابلين من الراقصين، يترأس كل صف شاعر وهو من يختار اللحن الذي يعتمده قارع الدفوف، وتردد على أساسه الفرقة ما يلقيه رئيسها، وهكذا يرد الشاعر في الفرقة المقابلة.

## أنواعه
- المروبع
- المخومس
- السامر: وهو مجرور النساء وله إيقاع خاص

## أركان المجرور
- رئيس الفرقة
- الصف
- ضارب الإيقاع

## التسمية
كلمة مجرور مأخوذة من جر الكلام بمعنى الإطالة فيه.

## الزي
الزي المعتمد للراقص هو ثوب الحويسي التراثي المعتمد في أغلب الرقصات في المملكة، وعقال مصنوع من القصب والغترة وحزام على الصدر يسمى السبتة الجرولية.